# St. Anthony (Terre-Neuve-et-Labrador)
St. Anthony est un village du Canada située dans la province de Terre-Neuve-et-Labrador. Il est traversé par la Route 430 qui rejoint Eddies Cove à l'ouest. Le village, le principal centre de services pour le nord de Terre-Neuve et le sud du Labrador.

## Histoire
L'histoire de la colonisation européenne de St. Anthony remonte au début du XVIe siècle, lorsque les pêcheurs français et basques utilisaient le port bien abrité comme une station de pêche saisonnière. L'explorateur Jacques Cartier, découvreur du Canada, y était passé en 1534 et avait indiqué qu'un hameau y existait sous le nom de Havre Saint-Antoine.
Plus de gens commencèrent à arriver au milieu XIXe siècle et en 1857, le recensement notait 71 habitants pour 10 familles. En 1874, la population avait atteint 110 habitants et en 1891, la population était de 139 habitants. La population s'était accrue encore plus rapidement après l'arrivée du Dr Wilfred Grenfell en 1900. Celui-ci fut envoyé par la Royal National Mission To Deep Sea Fishermen pour enquêter sur les conditions des pêcheurs en 1892 et fut le premier médecin de la région. Il établit une chaîne d'hôpitaux, de coopératives et d'écoles pour les villages isolés de Terre-Neuve-et-Labrador. Il avait choisi Red Bay comme quartier-général de la Mission en 1900 mais celui-ci se retrouva bientôt à St. Anthony.
Une usine de salage du poisson et un entrepôt frigorifié furent construits dans les années 1930 et 1940, stimulant l'économie de la région. St. Anthony est également devenu un avant-poste de l'armée américaine à la suite de la signature du Prêt-bail avec le Royaume-Uni en 1941 par le président Roosevelt pour aider ce pays tout en respectant la neutralité des États-Unis (Terre-Neuve-et-Labrador était encore une colonie du Royaume-Uni à cette époque). En 1951, un site radar de la Ligne Pinetree fut construit sur une colline voisine, et en 1962, il y avait 250 militaires stationnés sur le site.
Le tourisme est devenu une industrie importante pour le village après la chute des stocks de morue dans les années 1990. Ils viennent visiter les sites historiques liés à Grenfell, pour voir le village viking à proximité de L'Anse aux Meadows et pour les attractions naturelles telles que les icebergs et les baleines.

## Climat
| Mois                                  | jan.       | fév.       | mars       | avril      | mai        | juin      | jui.      | août      | sep.      | oct.       | nov.       | déc.       | année           |
| ------------------------------------- | ---------- | ---------- | ---------- | ---------- | ---------- | --------- | --------- | --------- | --------- | ---------- | ---------- | ---------- | --------------- |
| Température minimale moyenne (°C)     | −15,9      | −15,8      | −10,8      | −4,8       | −0,8       | 3         | 7,8       | 8,2       | 4,8       | 0,2        | −4,6       | −11,3      | −3,3            |
| Température moyenne (°C)              | −11,6      | −11,7      | −7,1       | −1,9       | 2,7        | 7,5       | 12,4      | 12,4      | 8,5       | 3,3        | −1,7       | −7,6       | 0,4             |
| Température maximale moyenne (°C)     | −7,3       | −7,7       | −3,3       | 1          | 6,2        | 12        | 16,9      | 16,6      | 12,2      | 6,3        | 1,2        | −3,9       | 4,2             |
| Record de froid (°C) date du record   | −32,8 1971 | −31,7 1975 | −31,6 1986 | −22,5 1994 | −11,7 1972 | −3,1 1978 | −2 1991   | −0,3 1995 | −2,5 1993 | −10,7 1986 | −17,5 1993 | −30,6 1970 | −32,8 13/7/1971 |
| Record de chaleur (°C) date du record | 6 1983     | 6,7 1981   | 9,4 1976   | 14,1 1979  | 22,8 1971  | 27,4 1989 | 28,2 1981 | 30 1995   | 24,3 1983 | 20 1976    | 13,2 1977  | 11,6 1985  | 30 11/8/1995    |
| Précipitations (mm)                   | 106,8      | 89,5       | 100,6      | 86,9       | 88,5       | 113,7     | 104,2     | 120,4     | 126,3     | 117,2      | 119,2      | 124,4      | 1 297,6         |
| dont neige (cm)                       | 100,6      | 86,3       | 83,9       | 48,8       | 17,9       | 3,2       | 0         | 0         | 0,2       | 16,7       | 50,6       | 96,8       | 505,1           |
| Nombre de jours avec précipitations   | 18,7       | 15,7       | 17,6       | 15,8       | 15,4       | 16,3      | 16,3      | 15,9      | 15,6      | 17,4       | 17,2       | 19,8       | 201,6           |
| Nombre de jours avec neige            | 17,6       | 15         | 15,2       | 11         | 5,5        | 1,1       | 0         | 0         | 0,13      | 4,9        | 11,4       | 17,6       | 99,3            |

| Diagramme climatique                                  |               |                |           |             |          |              |              |              |             |              |                |
| J                                                     | F             | M              | A         | M           | J        | J            | A            | S            | O           | N            | D              |
| −7,3−15,9106,8                                        | −7,7−15,889,5 | −3,3−10,8100,6 | 1−4,886,9 | 6,2−0,888,5 | 123113,7 | 16,97,8104,2 | 16,68,2120,4 | 12,24,8126,3 | 6,30,2117,2 | 1,2−4,6119,2 | −3,9−11,3124,4 |
| Moyennes : • Temp. maxi et mini °C • Précipitation mm |               |                |           |             |          |              |              |              |             |              |                |

## Démographie
| 2001  | 2006  | 2011  | 2016  |
| ----- | ----- | ----- | ----- |
| 2 730 | 2 476 | 2 418 | 2 258 |